# Czeszów (gromada)
Czeszów – dawna gromada, czyli najmniejsza jednostka podziału terytorialnego Polskiej Rzeczypospolitej Ludowej w latach 1954–1972.
Gromady, z gromadzkimi radami narodowymi (GRN) jako organami władzy najniższego stopnia na wsi, funkcjonowały od reformy reorganizującej administrację wiejską przeprowadzonej jesienią 1954 do momentu ich zniesienia z dniem 1 stycznia 1973, tym samym wypierając organizację gminną w latach 1954–1972.
Gromadę Czeszów z siedzibą GRN w Czeszowie utworzono – jako jedną z 8759 gromad na obszarze Polski – w powiecie trzebnickim w woj. wrocławskim, na mocy uchwały nr 29/54 WRN we Wrocławiu z dnia 2 października 1954. W skład jednostki weszły obszary dotychczasowych gromad: Czeszów ze zniesionej gminy Czeszów i Złotów ze zniesionej gminy Zawonia w tymże powiecie. Dla gromady ustalono 14 członków gromadzkiej rady narodowej.
1 stycznia 1960 do gromady Czeszów włączono wsie Kuźniczysko, Skoroszów, Masłowice i Blizocin ze zniesionej gromady Kuźniczysko w tymże powiecie.
1 stycznia 1970 z gromady Czeszów wyłączono przysiółek Krzyszków, włączając go do gromady Bukowice w powiecie milickim w tymże województwie.
1 stycznia 1972 gromadę zniesiono, a jej obszar włączono do gromad: Zawonia (wsie Czeszów, Złotów – z przysiółkiem Trzemsze, i Trzęsawice – z przysiółkiem Złotówek) i Trzebnica (wsie Skoroszów, Kuźniczysko, Blizocin i Masłowiec) w tymże powiecie.